# 에사이드 벨칼렘
에사이드 벨칼렘(아랍어: سعيد بلكلام, Essaïd Belkalem, 1989년 1월 1일 ~ )은 알제리의 축구 선수로, 현재 소속이 없다.